# Ana Bogdanova
Ana Andrejevna Bogdanova (rusko Анна Андреевна Богданова), ruska atletinja, * 21. oktober 1984, Sankt Peterburg, Sovjetska zveza.
Nastopila je na poletnih olimpijskih igrah leta 2008 in zasedla peto mesto v sedmeroboju. Na svetovnih dvoranskih prvenstvih je v peteroboju osvojila bronasto medaljo leta 2008, na evropskih dvoranskih prvenstvih pa naslov prvakinje v isti disciplini leta 2009.